# Танк (резервуар)

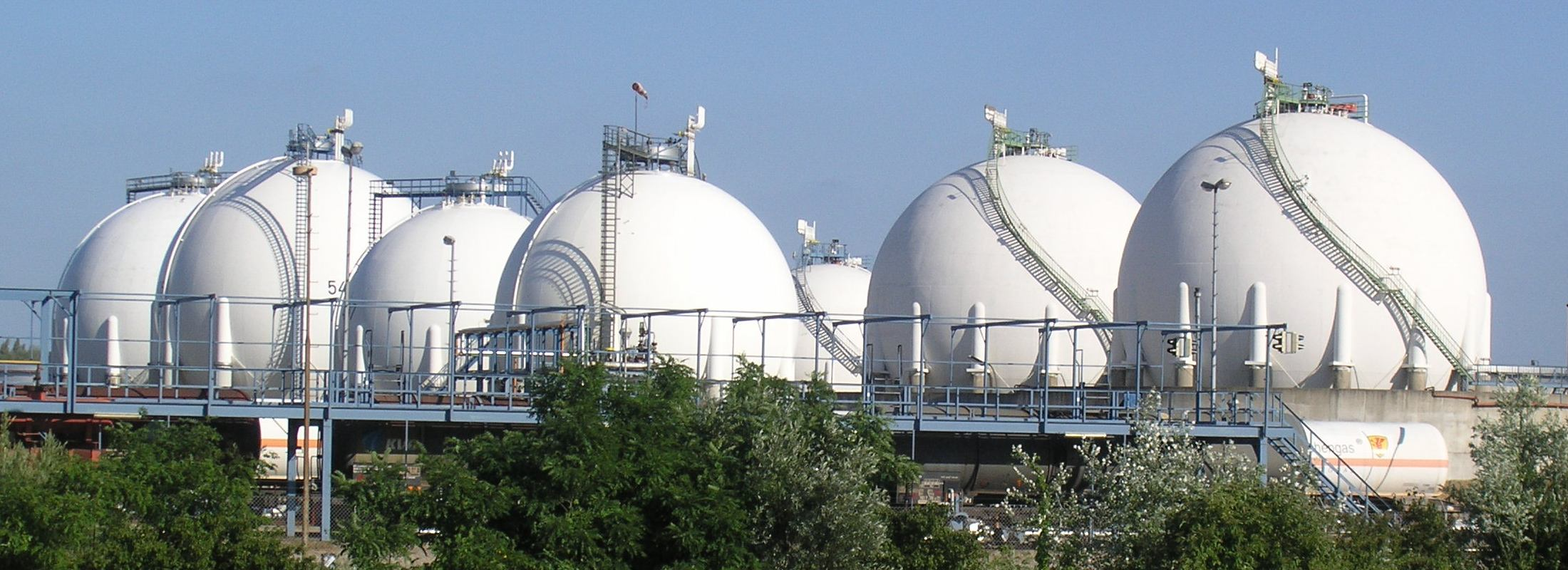
Нафтоналивні резервуари (танки).

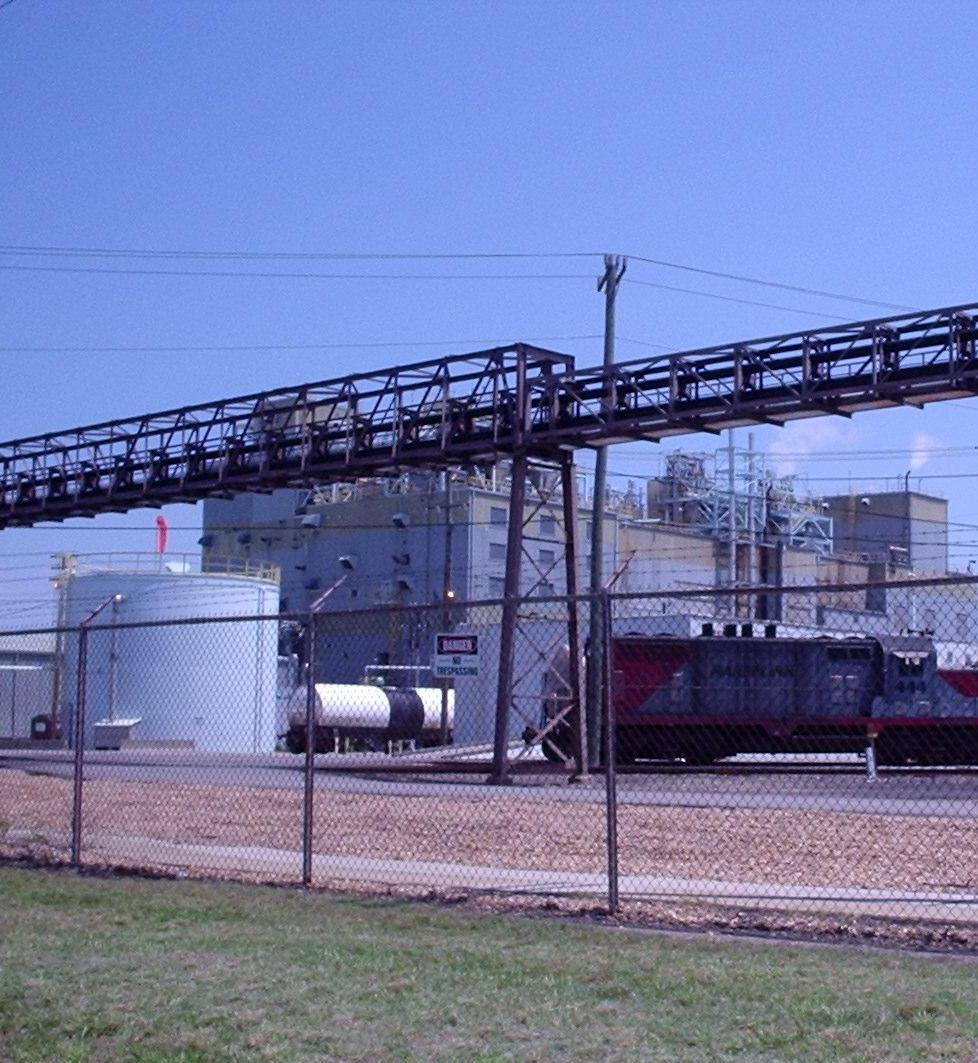
Танк в хімічній промисловості. Хімічне виробництво концерну BASF в Портсмут (Вірджинія).

Танк (рос. танк; англ. tank; réservoir; нім. Tank m; Zisterne f) — у нафтовій, хімічній промисловості — резервуар — бак, цистерна, відсік для зберігання або транспортування рідин.